# NGC 4435
NGC 4435 est une galaxie lenticulaire relativement rapprochée et située dans la constellation de la Vierge. NGC 4435 a été découverte par l'astronome germano-britannique William Herschel en 1784. C'est une des Galaxies des Yeux.

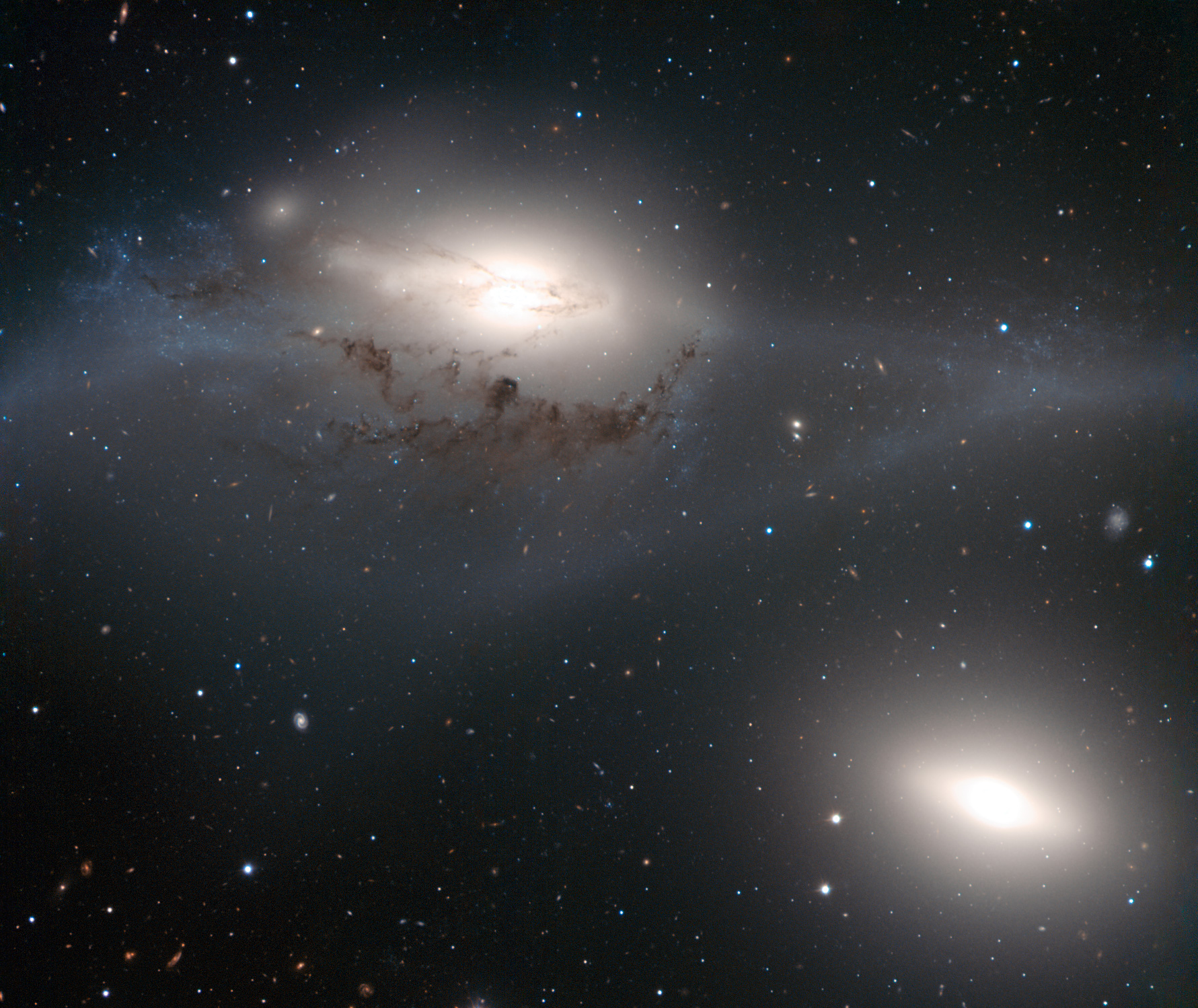
Galaxie des yeux. NGC 4438 en haut de l'image aurait une galaxie spirale fortement déformée par une collision avec NGC 4435.

## Caractéristiques
NGC 4435 renferme des régions d'hydrogène ionisé. De plus, c'est une galaxie LINER, c'est-à-dire une galaxie dont le noyau présente un spectre d'émission caractérisé par de larges raies d'atomes faiblement ionisés.

### Distance
Sa vitesse par rapport au fond diffus cosmologique est de 1 120 ± 24 km/s, ce qui correspond à une distance de Hubble de 16,52 ± 1,21 Mpc (∼53,9 millions d'al).
À ce jour, 14 mesures non basées sur le décalage vers le rouge (redshift) donnent une distance de 16,757 ± 5,122 Mpc (∼54,7 millions d'al), ce qui est à l'intérieur des valeurs de la distance de Hubble. Cependant, cette galaxie, comme plusieurs de l'amas de la Vierge, est relativement rapprochée du Groupe local et on obtient souvent une distance de Hubble très différente en raison de leur mouvement propre dans le groupe où l'amas où elles sont situées. Notons que c'est avec la valeur moyenne des mesures indépendantes, lorsqu'elles existent, que la base de données NASA/IPAC calcule le diamètre d'une galaxie.

## Paire de galaxies en interaction

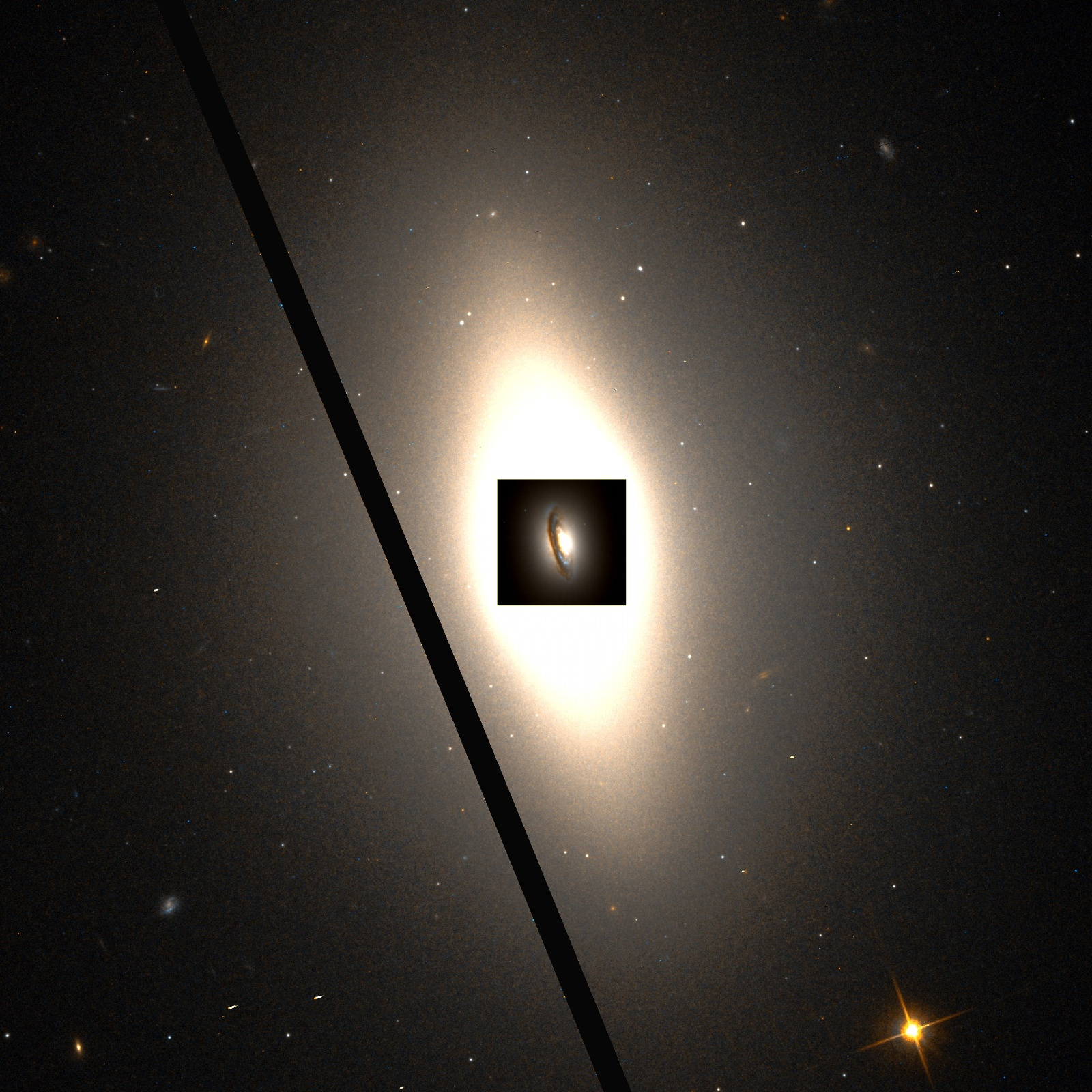
Cette image réalisée avec les données captées par le télescope spatial Hubble montre un anneau de poussière entourant le noyau de la galaxie NGC 4435.
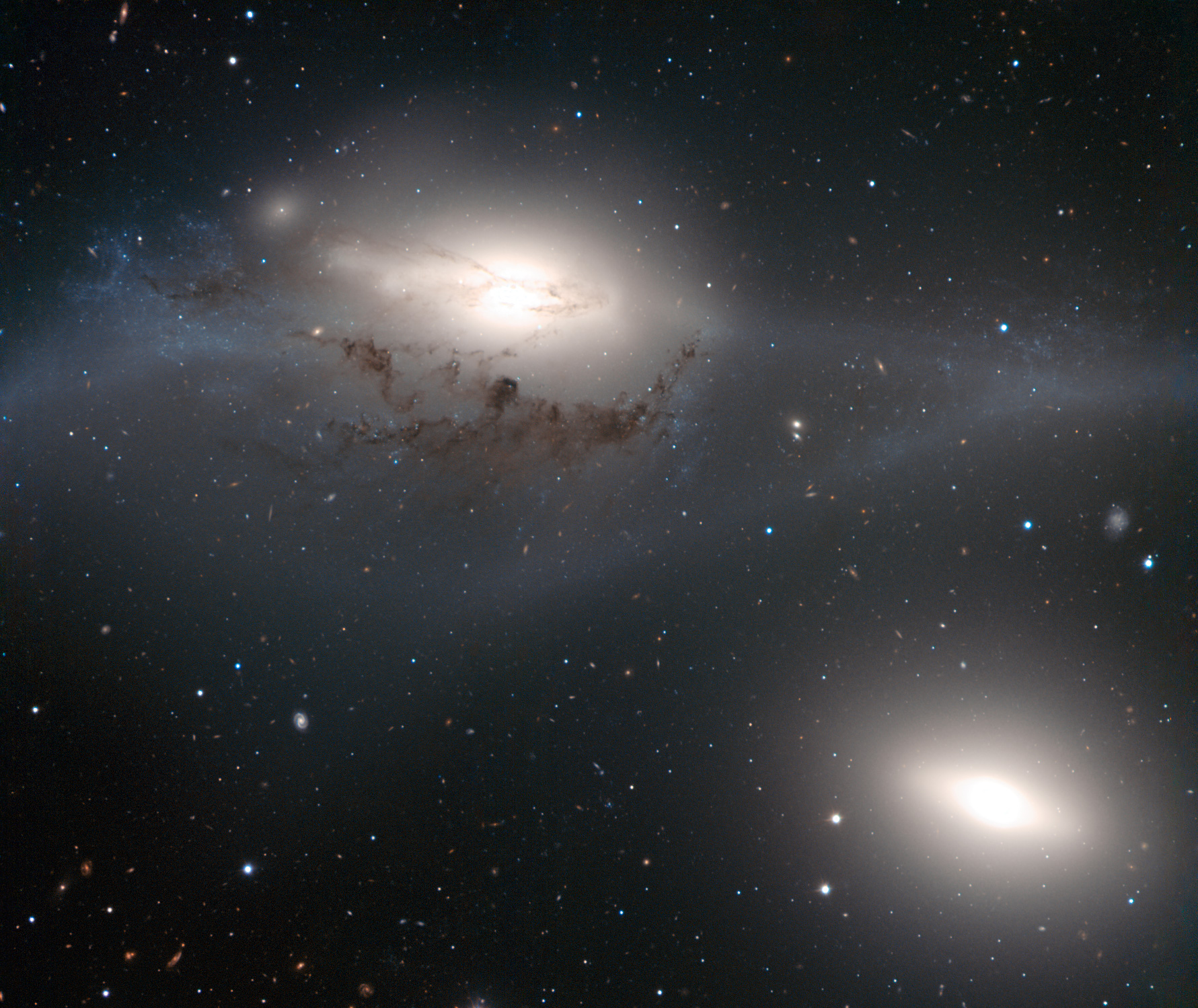
NGC 4435 et NGC 4438, les Yeux de Markarian. (télescope spatial Hubble).

NGC 4435 et NGC 4438 sont deux galaxies en interaction gravitationnelle et elles figurent dans l'atlas des galaxies particulières de Halton Arp sous la cote Arp 120. Elles sont aussi inscrites dans l'Atlas and Catalogue of Interacting Galaxies de Boris Vorontsov-Veliaminov sous la désignation VV 188. Ces deux galaxies font partie de la Chaîne de Markarian et on leur a donné le nom des Yeux de Markarian ou Galaxies des Yeux.

## Trou noir supermassif
Selon une étude publiée en 2009 et basée sur la vitesse interne de la galaxie mesurée par le télescope spatial Hubble, la masse du trou noir supermassif au centre de NGC 4435 serait comprise entre 16 et 48 millions de {\displaystyle M_{\odot }}.
Selon une autre étude réalisée auprès de 76 galaxies par Alister Graham en 2008, le bulbe central de NGC 4041 renferme un trou noir supermassif dont la masse est estimée à moins de 7,5 millions de {\displaystyle M_{\odot }}. L'auteur souligne qu'il n'y a peut-être pas de trou noir au centre de cette galaxie.

## Amas globulaires
Selon une étude publiée en 2008 et basée sur les observations réalisées avec le télescope spatial Hubble, le nombre d'amas globulaires dans NGC 4435 (VCC 1030 (Virgo Cluster Catalog dans l'article) est estimé à 345 ± 80.

## NGC 4435, la Chaîne de Markarian et les galaxies environnantes
NGC 4435 est l'une des huit galaxies de la chaîne de Markarian découverte par astronome soviétique et arménien Benjamin Markarian. Ces galaxies sont disposées sur un arc de cercle parmi plusieurs galaxies. Markarian a découvert qu'elles étaient animées d'un mouvement commun.

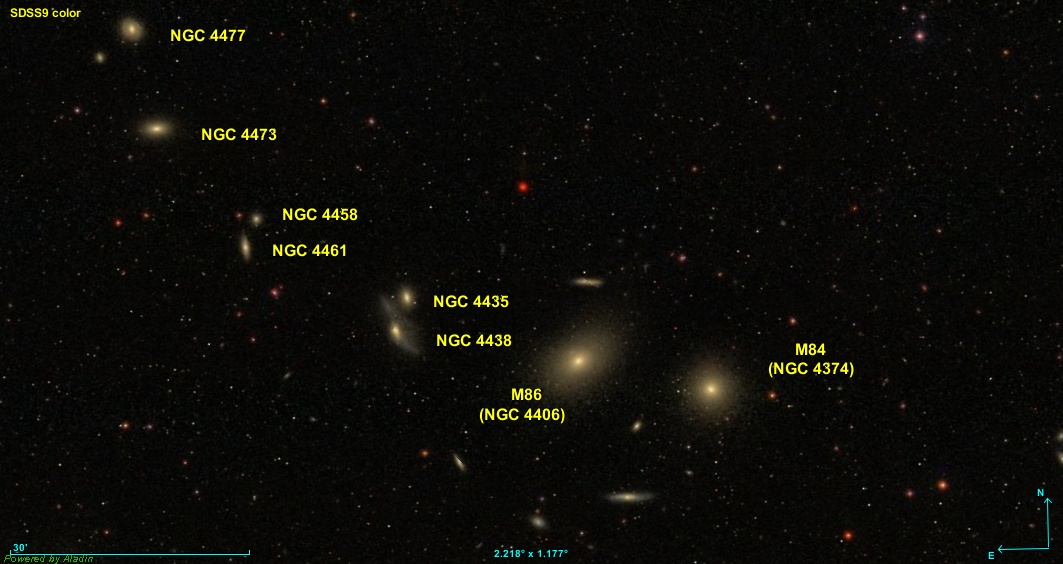
Les huit galaxies de la chaîne de Markarian.
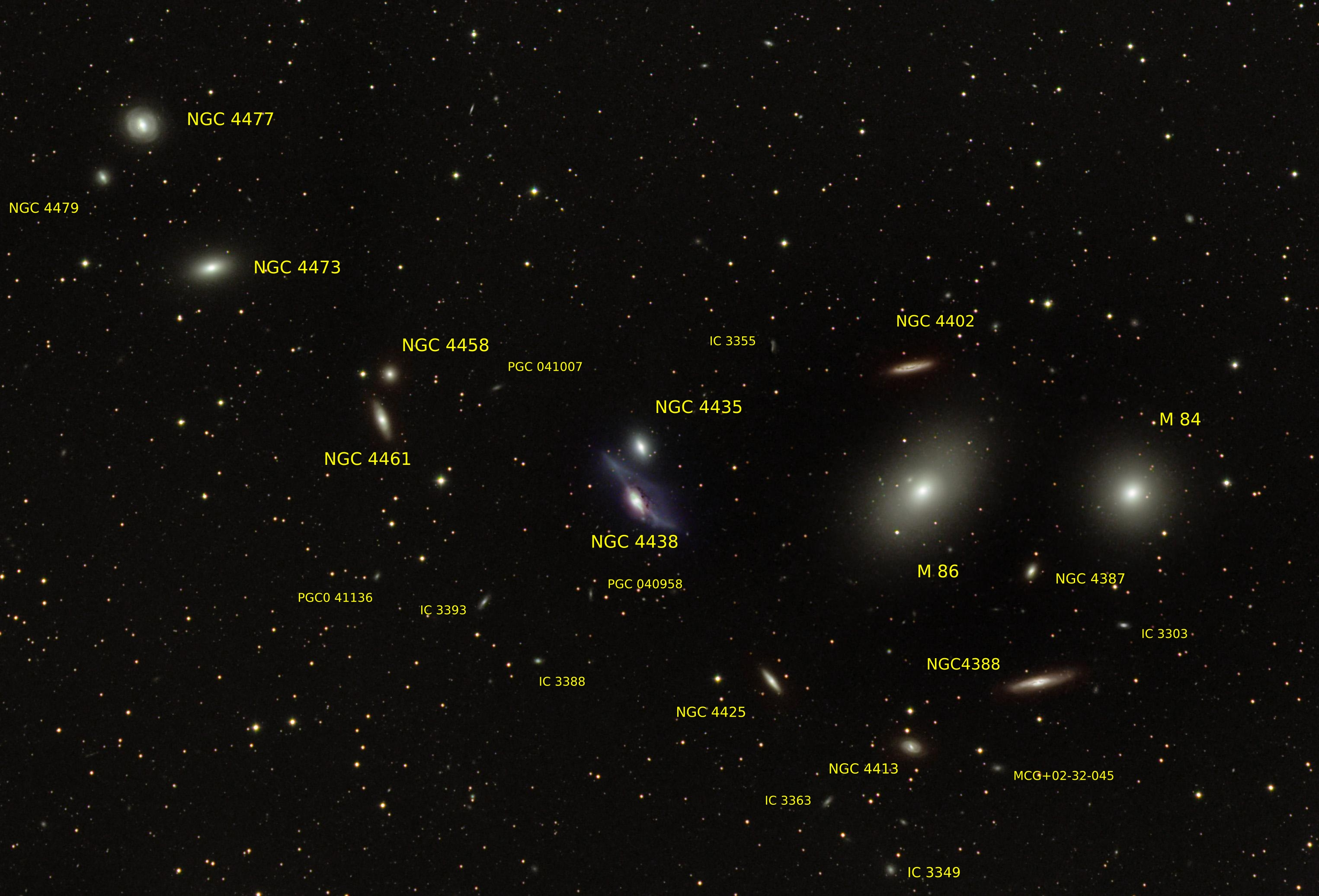
Plusieurs galaxies ne faisant pas partie de la chaîne de Markarian sont situées à proximité. Certaines de ces galaxies font partie de l'amas de la Vierge.

## Groupes de M49, de M60 et l'amas de la Vierge
Selon A.M. Garcia, NGC 4435 est une des nombreuses galaxies du groupe de M49 (127 au total), qu'il a décrit dans un article publié en 1993. On retrouve dans cette liste 63 galaxies du New General Catalogue dont NGC 4382 (M85), NGC 4472 (M49), NGC 4649 (M60) ainsi que 20 galaxies de l'Index Catalogue.
D'autre part, NGC 4435 apparait aussi dans une liste de 227 galaxies d'un article publié par Abraham Mahtessian en 1998. Cette liste comporte plus de 200 galaxies du New General Catalogue et une quinzaine de galaxies de l'Index Catalogue. On retrouve dans cette liste 10 autres galaxies du Catalogue de Messier, soit M49, M58, M60, M61, M85, M87, M88, M91, M99 et M100.
Toutes les galaxies de la liste de Mahtessian ne constituent pas réellement un groupe de galaxies. Ce sont plutôt plusieurs groupes de galaxies qui font tous partie d'un amas galactique, l'amas de la Vierge. Pour éviter la confusion avec l'amas de la Vierge, on peut donner le nom de groupe de M60 à cet ensemble de galaxies, car c'est l'une des plus brillantes de la liste. L'amas de la Vierge est en effet beaucoup plus vaste et compterait environ 1300 galaxies, et possiblement plus de 2000, situées au cœur du superamas de la Vierge, dont fait partie le Groupe local,.
De nombreuses galaxies de la liste de Mahtessian se retrouvent dans onze groupes décrits dans un article d'A.M. Garcia, soit le groupe de NGC 4123 (7 galaxies), le groupe de NGC 4261 (13 galaxies), le groupe de NGC 4235 (29 galaxies), le groupe de M88 (13 galaxies, M88 = NGC 4501), le groupe de NGC 4461 (9 galaxies), le groupe de M61 (32 galaxies, M61 = NGC 4303), le groupe de NGC 4442 (13 galaxies), le groupe de M87 (96 galaxies, M87 = NGC 4486), le groupe de M49 (127 galaxies, M49 = NGC 4472), le groupe de NGC 4535 (14 galaxies) et le groupe de NGC 4753 (15 galaxies). Ces onze groupes font partie de l'amas de la Vierge et ils renferment 396 galaxies. Certaines galaxies de la liste de Mahtessian ne figurent cependant dans aucun des groupes de Garcia et vice versa.